# اچ‌ام‌اس فینکس (۱۶۹۴)
اچ‌ام‌اس فینکس (۱۶۹۴) (به انگلیسی: HMS Phoenix (1694)) یک کشتی بود که طول آن ۹۳ فوت (۲۸ متر) بود.